# Alberto Camerini
Alberto Camerini (né à São Paulo le 16 mai 1951) est un auteur-compositeur-interprète italien, actif principalement à la fin des années 1970 et au début des années 1980. 

## Biographie
Alberto Camerini est né à São Paulo, au Brésil de parents juifs italiens qui s'étaient installés en Amérique du Sud quelques années auparavant et sont revenus à Milan quand Alberto avait 11 ans. Camerini s'est inscrit à l'Université de Milan, où il s'est lié d'amitié avec Eugenio Finardi, qui l'a initié à la musique . Ensemble ils fondent deux groupes, Il Pacco et L'Enorme Maria. Camerini devient guitariste et travaille pour des musiciens comme  Patty Pravo, Stormy Six, Fausto Leali et Eugenio Finardi,. 
Alberto Camerini commence une carrière solo en 1976 avec le single Pane quotidiano, puis suivent trois albums proposant un mixage  entre rock et musique brésilienne. Dans les années 1980, Camerini  entame une collaboration avec le producteur de disques, Roberto Colombo,  s'inspirant du mouvement Krautrock qui domine à l'époque en Europe, il connaît le succès avec des morceaux de synthpop, notamment avec les chansons Rock 'n' roll robot et Tanz bambolina,.En 1984 il participe au Festival de Sanremo terminant 16e. Après une réception tiède de son album de 1986, Angeli in Blue Jeans, Camerini fait une pause pendant une décennie,. En 1995, Camerini reprend sa carrière et enregistre l'album Dove l'arcobaleno arriva . 

## Discographie partielle

### Singles
- 1976 : Pane quotidiano
- 1977 : Gelato metropolitano
- 1978 : Sciocka
- 1980 : Sintonizzati con me
- 1980 : Serenella
- 1981 : robot rock 'n' roll
- 1982 : Tanz bambolina
- 1982 : Questo amore
- 1983 : Computer  capriccio
- 1984 : La bottega del caffè
- 1986 : Va bene così

### Albums studio
- 1976 : Cenerentola e il pane quotidiano
- 1977 : Gelato metropolitano
- 1978 : Comici cosmetici
- 1980 : Alberto Camerini
- 1981 : Rudy e Rita
- 1982 : Rockmantico
- 1986 : Angeli en jeans
- 1995 : Dove l'arcobaleno arriva
- 2001 : Cyberclown
- 2005 : Kids Wanna Rock